# پلاینفلد، اتریش
پلاینفلد (به آلمانی: Plainfeld) یک منطقهٔ مسکونی در اتریش است که در ناحیه زالتسبورگ-اومگه‌بونگ واقع شده‌است. پلاینفلد ۵٫۲۱ کیلومتر مربع مساحت دارد ۶۲۹ متر بالاتر از سطح دریا واقع شده‌است.